# Endtroducing.....
Albums de DJ Shadow
Preemptive Strike
(1998)
Singles
1. Midnight in a Perfect World
Sortie : 2 septembre 1996
2. Stem
Sortie : 28 octobre 1996
3. What Does Your Soul Look Like (Part 1 – Blue Sky Revisit)
Sortie : 1997
4. The Number Song (Cut Chemist Party Mix)
Sortie : 23 février 1998

Endtroducing..... est le premier album studio de DJ Shadow, publié le 16 septembre 1996 par le label Mo' Wax. Il a été composé presque uniquement à l'aide de samples issus d'autres sources audio, principalement de vinyles. Shadow utilise un équipement minimaliste, notamment un échantillonneur MPC 60.
Au Royaume-Uni, où DJ Shadow est déjà considéré comme un artiste prometteur, l'album est un succès critique. Il atteint la 17e de l'Album Chart et est certifié disque d'or par la British Phonographic Industry. Quatre singles sont extraits de l'album dont deux, Midnight in a Perfect World (en) et Stem (en), sont classés à l'UK Singles Chart.
En 2005, une version Deluxe avec un disque supplémentaire (composé de remixes, de faces B et d'extraits de ses concerts) intitulé Excessive Ephemera, et un emballage revu à neuf a vu le jour. Le disque bonus existe également en pressage vinyle limité à 2 500 exemplaires.
Le travail artistique de l'ensemble des éditions a été confié à Ben Drury et Will Bankhead, et l'artiste britannique Brian Cross (B+) a réalisé les photographies,.

## Enregistrement
DJ Shadow commence à travailler sur l'album en 1994 dans son appartement californien, avant de déménager dans le studio du producteur de musique Dan the Automator. Il se fixe pour objectif de créer un album entièrement basé sur des samples. Son équipement est basique et s'articule autour d'un échantillonneur Akai MPC60, une platine vinyle Technics SL-1200 et un magnétophone Alesis ADAT (en).

## Composition
DJ Shadow, qui décrit en 2011 sa musique comme « très variée », déclare à propos de l'album : « De mon point de vue, [le morceau] Organ Donor n'a rien à voir avec The Number Song, qui n'a rien à voir avec Midnight, et ainsi de suite ». Il raconte qu'il était souvent d'humeur chancelante lors de la production de l'album et que ses doutes et son manque d'estime de soi transparaissent dans la musique,.

## Liste des titres
| No  | Titre                                                                      | Contient un (des) sample(s) de | Durée |
| --- | -------------------------------------------------------------------------- | --- | ----- |
| 1.  | Best Foot Forward                                                          | It's My Turn de Stezo Real Deal de Lifer's Group He's My DJ de Sparky Dee Poison de Kool G. Rap et DJ Polo Dynamite des Masters of Ceremony Cold Chillin' in the Spot de Jazzy Jay Do or Die Bed-Stuy des Divine Sounds Party's Gettin' Rough des Beastie Boys You Can't Stop the Prophet de Jeru the Damaja Concerto for Jazz/Rock Orchestra, Part 2 de Stanley Clarke | 0:48  |
| 2.  | Building Steam with a Grain of Salt                                        | I Worship You de Lexia I Need You d'H.P. Riot I Feel a New Shadow de Jeremy Storch Planetary Motivations (Cancer) de Mort Garson Music Makers: Percussion de Chevron/Standard Oil Company of California | 6:41  |
| 3.  | The Number Song                                                            | Orion de Metallica Been Had de Sapo Breakdown de T La Rock AJ Scratch de Kurtis Blow Quit Jivin' de Pearly Queen Baby Don't Cry de The Third Guitar 8 Counts for Rita de Jimmy Smith Sexy Coffee Pot de Tony Avalon & The Belairs Back to the Hip-Hop des Troubleneck Brothers Bad Luck de Don Covay & the Lemon Blues Band Can I Kick It (Spirit Remix) de A Tribe Called Quest Who Got the Number de Pigmeat Markham & the B.Y. Fantastic Freaks at the Dixie de DJ Grand Wizzard Theodore Corruption is the Thing/Chrystal Illusion des Creations Unlimited Flash it to the Beat (Live), & Freelance de Grandmaster Flash | 4:38  |
| 4.  | Changeling / Transmission 1                                                | Soft Shell de Motherlode Klondyke Netti d'Embryo Invisible Limits de Tangerine Dream Imagination Flight du Chaffey College Jazz Ensemble Here Comes the Meterman des Meters The Dream Message du film Prince des Ténèbres Inner Mood I & Touching Souls de Kay Gardner The Man Who Couldn't Cry de Loudon Wainwright III | 7:51  |
| 5.  | What Does Your Soul Look Like (Part 4)                                     | The Vision and the Voice, Part 1 - The Vision de Flying Island | 5:08  |
| 6.  | Untitled                                                                   | Grey Boy de Human Race | 0:24  |
| 7.  | Stem/Long Stem / Transmission 2                                            | Love Suite de Nirvana Tears de Giorgio Moroder Linde Manor de Dennis Linde Dolmen Music de Meredith Monk The Human Abstract de David Axelrod The Madness Subsides de Pekka Pohjola Freedom de Murray Roman The Dream Message du film Prince des ténèbres Variazione III. (Tredicesimo Cortile) d'Osanna Blues So Bad de The Mystic Number National Bank Oleo Strut de Steve Drews 1-800-Suicide des Gravediggaz Extraits du film Blade Runner | 9:22  |
| 8.  | Mutual Slump                                                               | Possibly Maybe de Björk Love, Love, Love de Pugh Rogefeldt More Than Seven Dwarfs in Penis-Land de Roger Waters et Ron Geesin Xanadu d'Olivia Newton John | 4:03  |
| 9.  | Organ Donor                                                                | Someone de Bill & Tim Tears par Giorgio Moroder PM or Later (Instrumental) de The New Breed There's a DJ in Your Town de Samson & Delilah | 1:57  |
| 10. | Why Hip Hop Sucks in '96                                                   | Snap de Cleo McNett | 0:41  |
| 11. | Midnight in a Perfect World                                                | Soul par S.O.U.L. Outta State d'Akinyele Sower of Seeds de Baraka Life Could de Rotary Connection California Soul de Marlena Shaw The Human Abstract de David Axelrod The Madness Subsides de Pekka Pohjola Dolmen Music & Gotham Lullaby de Meredith Monk Releasing Hypnotical Gases d'Organized Konfusion Summer Breeze des Isley Brothers | 5:02  |
| 12. | Napalm Brain/Scatter Brain                                                 | Pon a Hill de T. Rex Walk on By de Joann Garrett Extrait du film The Aurora Encounter Moment of Truth de Charles Bernstein A Funky Kind of Thing de Billy Cobham Let the Homicides Begin de Top Priority 2001: A Space Odyssey de The Daly-Wilson Bigband Soul Brothers Testify de The Original Soul Senders | 9:23  |
| 13. | What Does Your Soul Look Like (Part 1 – Blue Sky Revisit) / Transmission 3 | All Our Love de Shawn Phillips Joe Spilivigates de David Young Nucleus du Alan Parsons Project The Dream Message du film Prince des Ténèbres Voice of the Saxophone des Heath Brothers Extraits de la série télévisée Twin Peaks | 7:28  |

| 1.  | Best Foot Forward (Alternate Version)                                 | 1:16  |
| 2.  | Building Steam With a Grain of Salt (Alternate Take Without Overdubs) | 6:43  |
| 3.  | Number Song (Cut Chemist Party Mix)                                   | 5:14  |
| 4.  | Changeling (Original Demo Excerpt)                                    | 1:00  |
| 5.  | Stem (Cops 'N' Robbers Mix)                                           | 3:48  |
| 6.  | Soup (Single Version)                                                 | 0:44  |
| 7.  | Red Bus Needs to Leave                                                | 2:45  |
| 8.  | Mutual Slump (Alternate Take Without Overdubs                         | 4:21  |
| 9.  | Organ Donor (Extended Overhaul)                                       | 4:29  |
| 10. | Why Hip Hop Sucks in '96 (Alternate Take)                             | 0:54  |
| 11. | Midnight in a Perfect World (Gab Mix)                                 | 4:55  |
| 12. | Napalm Brain (Original Demo Beat)                                     | 0:35  |
| 13. | What Does Your Soul Look Like (Peshay Remix)                          | 9:24  |
| 14. | Live in Oxford, England Oct. 30 1997                                  | 12:35 |